# Per Kramer
Per Kramer Møller (6. februar 1942 i Voel – 16. november 2010 i Thyborøn) var en dansk maler, grafiker, billedhugger, happening- og installationskunstner.
Per Kramer der blev uddannet på Århus Kunstakademi 1966-1969, gjorde sig fra slutningen af 1960'erne bemærket i det århusianske kulturliv, blandt andet ved debatten om udsmykning af Store Torv i Århus, hvor han foreslog opstilling af "Det Grædende Træ". Han var også medlem af flere kunstnersammenslutninger, fortaler for et jysk kulturministerium og skabte "Den Jydske Fane".

## Reference
1. ↑  Den jyske fanebærer er død – stiften.dk – Lokale nyheder fra Århus (Webside ikke længere tilgængelig)
2. ↑  Per Kramer er død – dagbladet-holstebro-struer.dk (Webside ikke længere tilgængelig)
3. ↑  Laier, Mogens (2008), Det grædende træ, Jyllands_Posten, hentet 29. maj 2023